# Fagrie Lakay
Fagrie Lakay (Kaapstad, 31 mei 1997) is een Zuid-Afrikaans voetballer. Hij debuteerde in 2012 in het betaald voetbal in het shirt van Santos Kaapstad. Hij is een middenvelder.
Hij begon bij de club van zijn vader, Real Stars, uit het township Manenberg op de Kaapse Vlakte. Via een talentendag kwam hij in 2012 bij Santos FC.

## Carrièrestatistieken
| Seizoen                       | Club            | Land            | Competitie              | Competitie | Competitie | Beker | Beker | Internationaal | Internationaal | Overig | Overig | Totaal | Totaal |
| Seizoen                       | Club            | Land            | Competitie              | Wed.       | Dlp.       | Wed.  | Dlp.  | Wed.           | Dlp.           | Wed.   | Dlp.   | Wed.   | Dlp.   |
| ----------------------------- | --------------- | --------------- | ----------------------- | ---------- | ---------- | ----- | ----- | -------------- | -------------- | ------ | ------ | ------ | ------ |
| 2012/13                       | Santos FC       | Zuid-Afrika     | National First Division | 4          | 0          | 0     | 0     | 0              | 0              | 1      | 0      | 5      | 0      |
| 2013/14                       | Santos FC       | Zuid-Afrika     | National First Division | 14         | 3          | 2     | 0     | 0              | 0              | 0      | 0      | 16     | 3      |
| 2014/15                       | Santos FC       | Zuid-Afrika     | National First Division | 10         | 0          | 1     | 0     | 0              | 0              | 0      | 0      | 11     | 0      |
| Carrière totaal               | Carrière totaal | Carrière totaal | Carrière totaal         | 28         | 3          | 3     | 0     | 0              | 0              | 1      | 0      | 32     | 3      |
| Bijgewerkt tot 7 januari 2015 |                 |                 |                         |            |            |       |       |                |                |        |        |        |        |

## Interlandcarrière
Sinds 2014 wordt hij opgeroepen voor verschillende nationale elftallen. Inmiddels heeft hij zijn debuut voor –17 en –20 gemaakt. In september 2014 werd hij opgeroepen voor het Zuid-Afrikaans voetbalelftal in de dubbele ontmoeting met Congo-Brazzaville. Op 30 november 2014 werd hij de jongste debutant voor het team door in de 75e minuut in het team te komen voor Themba Zwane.
| Interlands van Fagrie Lakay voor Zuid-Afrika | Interlands van Fagrie Lakay voor Zuid-Afrika | Interlands van Fagrie Lakay voor Zuid-Afrika | Interlands van Fagrie Lakay voor Zuid-Afrika | Interlands van Fagrie Lakay voor Zuid-Afrika | Interlands van Fagrie Lakay voor Zuid-Afrika |
| №                                            | Datum                                        | Wedstrijd                                    | Uitslag                                      | Soort Wedstrijd                              | Doelpunten                                   |
| Als speler bij Santos FC                     | Als speler bij Santos FC                     | Als speler bij Santos FC                     | Als speler bij Santos FC                     | Als speler bij Santos FC                     | Als speler bij Santos FC                     |
| -------------------------------------------- | -------------------------------------------- | -------------------------------------------- | -------------------------------------------- | -------------------------------------------- | -------------------------------------------- |
| 1.                                           | 30 november 2014                             | Zuid-Afrika – Ivoorkust                      | 2 – 0                                        | Vriendschappelijk                            | 0                                            |